# Pony International
PONY is een Amerikaans merk van schoenen en kleding. Het werd opgericht in de Verenigde Staten en heeft nu zijn hoofdkantoor in Hong Kong onder de bedrijfsnaam PONY International. Het merk is anno 2022 eigendom van Iconix Brand Group, die in 2015 rechten verwierf.

## Geschiedenis
PONY werd in 1972 opgericht op Madison Avenue in New York door de in Uruguay geboren Roberto Muller, een veteraan uit de industrie. Hiervoor kreeg hij een financiering van Adidas-voorzitter Horst Dassler. De naam van het bedrijf is een acroniem voor Product of New York. Tijdens de late jaren 70 en vroege jaren 80 werd PONY een van de beste atletische merken ter wereld. Tegen het midden van de jaren tachtig bereikte het verkoopvolume van PONY 800 miljoen dollar. Het merk PONY werd gedragen door topsporters in elke grote sport, waaronder de FIFA World Cup, de NFL's Super Bowl, de CFL's Gray Cup, de MLB's World Series en de NBA Finals, evenals boksers, met name James Buster Douglass in de nacht van zijn epische nederlaag van de toen ongeslagen kampioen Mike Tyson.
PONY was in de jaren negentig eigendom van het in Engeland gevestigde bedrijf Pentland voordat het werd verkocht aan de entertainmentgroep The Firm, gevestigd in Santa Monica, Californië. The Firm herlanceerde het merk in 2001 met beroemde entertainers als Justin Timberlake, Korn, Snoop Dogg en Paris Hilton.
In 2003 verwierf Global Brand Marketing, gevestigd in Santa Barbara, Californië, een meerderheidsbelang in PONY, samen met Symphony Holdings en Itochu Corporation. In 2006 werd PONY gekocht door Symphony Holdings, een naamloze vennootschap gevestigd in Hong Kong. Symphony bracht voormalig partner Infinity Associates binnen, die eerder Converse in 2001 uit het faillissement kochten, het merk herpositioneerden en in 2003 aan Nike verkochten voor $ 305 miljoen.
Jim Stroesser, de belangrijkste partner bij de wederopbouw van Converse, werd in 2006 gevraagd om CEO/President van PONY te worden. Het team van Stroesser verhuisde PONY van Santa Barbara (Californië), naar het centrum van San Diego (Californië). PONY had een totale verandering nodig en het team van Stroesser herbouwde de infrastructuur van het bedrijf en positioneerde het merk als een van Amerika's meest authentieke sportmerken. In 2010 werd het Amerikaanse hoofdkantoor van het bedrijf verplaatst naar Los Angeles.
In februari 2015 verwierf het Amerikaanse bedrijf Iconix Brand Group de rechten op het merk "PONY" van Symphony Holdings voor 37 miljoen dollar. Iconix verwierf rechten op Noord-Amerika, met behoud van de optie om het wereldwijde eigendom uit te breiden. Iconix werkte samen met Anthony L&S Athletics om de aankoop uit te voeren.
Medio 2017 maakte de Iconix Brand Group bekend het merk te herlanceren. Dit werd gevierd met een gemoderniseerde versie van de Topstar sneaker met het kenmerkende logo van het merk. Daarnaast werden er T-shirts en truien aan de collectie toegevoegd. Voor het uitdragen van de collecties werd een samenwerking aangegaan met de hiphopartiest Joey Badass.

## Samenwerkingen
PONY heeft collecties uitgebracht in samenwerking met 5Preview, Applebum, Art Comes First, Colette (boutique), Dee and Ricky, Foot Patrol, Ricky Powell, JackThreads, Mark McNairy, Michael Michalsky, Ronnie Fieg, Rothco, The Smiley Company en UBIQ.
Oorspronkelijk stond PONY bekend om het produceren van sportschoenen. Het bedrijf breidde zijn aanbod uit met sportkleding en produceerde streetwear. PONY ging daarvoor samenwerking aan met niet-sportberoemdheden, waaronder Snoop Dogg, die in 2005 zijn Doggybiscuitz-assortiment lanceerde.

## Sponsoring
In sportkleding ontwierp PONY in de jaren negentig ook verschillende voetbalteamuniformen, waaronder clubs zoals Oldham Athletic, Huddersfield Town, Dundee United, West Ham United, Hearts, Motherwell, Tottenham Hotspur, Coventry City, Southampton, Luton Town en Norwich City, Colo Colo uit Chili enPuebla, Club León en Santos Laguna uit Mexico.